# Gerontres
Gerontres (en grec antic Γερόνθραι) era una antiga ciutat de Lacònia en una posició alta fent front a la plana de l'Eurotes. Pausànias diu que la ciutat tenia un temple i un bosc dedicats a Ares i es feia un festival anyal del qual n'eren excloses les dones. Al tomb de l'àgora hi havia algunes fonts. A l'acròpoli hi havia un temple dedicat a Apol·lo. A l'edat mitjana es va construir una fortalesa al lloc. El seu nom actual és Gheráki o Geraki, i es conserven algunes restes de la muralla. Pausànias també diu que estava situada a 120 estadis de la ciutat d'Acries.
Era una ciutat aquea on finalment es va estendre la cultura micènica, i després de llarga resistència, la van ocupar els doris que l'any 1024 aC sota el rei llegendari Tisamen van envair la regió del Peloponès i van establir l'estat dòric d'Esparta. La ciutat va resistir gràcies a les seves muralles durant uns 300 anys però cap a l'any 700 aC el rei Telecle va ocupar la ciutat i les d'Amicles i Faris (a l'actual ciutat de Xerocampi). Els habitants de Gerontres i Faris van ser expulsats cap altres ciutats dels aqueus i repoblades per doris d'altres llocs. Els habitants d'Amicles van passar a ser ilotes dels espartans. La ciutat es va mantenir en poder d'Esparta fins al 146 aC quan els romans la van incloure a les ciutats dels eleutero-laconis (laconis lliures), una confederació establerta per August formada per diverses ciutats separades d'Esparta, amb el suport de Roma. Al segle iv era un mercat de certa importància i després va ser seu d'un bisbe i va era una de les ciutats importants de la vall de l'Eurotes.
Va mantenir-se en poder dels romans d'Orient fins al 1205 quant el Peloponès va passar als cavallers francs, i dividit en dotze baronies una de les quals era Geraki que va ser donada a Guy de Nivelet, i on el 1209 va construir el castell que encara existeix. Va continuar en mans dels barons fins al 1262 quan va ser entregada als romans d'Orient juntament amb Monembasia, Mistra i Maina com a preu del rescat de Guillem II d'Acaia i altres barons i cavallers que havien estat fets presoners en la batalla de Pelagònia del 1259.
El 1460 el districte de Lacedemònia (Mistra) amb l'excepció de Monembasia, va passar a mans dels otomans. El 1463 els venecians van ocupar el castell de Geraki, però només el van poder conservar cinc anys i el 1468 els turcs el van recuperar.
El 1702 es va construir la Catedral de l'Assumpció de la Verge Maria gràcies a Constantinos Bratis, nascut a Geraki, i que vivia com a monjo al Mont Atos. Geraki era el lloc d'origen de Ionannis, que va patir martiri a Làrissa el 1773. Geraki va ser la seu del bisbat d'Helos que va existir fins al 1833 quan es va fusionar al d'Esparta. Els darrers bisbes eren Ioasaf Gerakos (mort el 1810) i el seu successor Anthimos, partidari de la independència i que va tenir un paper destacat a partir del 1821. El 25 de setembre de 1825, Theodoros Kolokotronis va fer una crida a Geraki a unir-se a la revolució i lluitar contra Ibrahim, que al front dels turcs assolava el Peloponès.
Personatges destacats de la ciutat a més dels esmentats van ser:
- El mestre Georgios Doulfas
- El mestre Konstantinos Konstiantos
- Panayiotis Elia Poulitsas, president de la Cort Constitucional de Grècia i primer ministre de Grècia el 1946
- George A. Papanicolaou, alcalde que va recollir nombroses antiguitats de la ciutat.

Avui porta aquest nom un municipi de Grècia que te seu a Geraki, i inclou també els llogarets d'Alepohori, Kallithea, Karitsa i Velota. Segons els cens de 2001 tenia 1961 habitants.